# Gliese 414 Ac
Gliese 414 Ac, o GJ 414 Ac, es un exoplaneta que orbita a Gliese 414 A, una estrella de la secuencia principal de tipo K ubicada a 39 años luz de la Tierra, en la constelación de Osa Mayor. Está clasificado como un exoplaneta tipo superneptuno, siendo al menos 54 veces más masivo que la Tierra y aproximadamente 8.5 veces más grande. Gliese 414 Ac orbita su estrella madre a una distancia de 1.4 unidades astronómicas y completa una revolución alrededor de ella cada 2 años y 20 días. Es uno de los dos planetas que orbitan Gliese 414 A; el otro es Gliese 414 Ab, un subneptuno.

## Características
Gliese 414 Ac está clasificado como un superneptuno (o subsaturno), un tipo de exoplaneta que es más masivo que Neptuno, pero menos masivo que Saturno, con masas entre 20 y 80 M🜨. El planeta tiene una masa mínima de 54 M🜨 y un radio de 8.4 R🜨, ambos valores entre Neptuno y Saturno.
Completa una órbita alrededor de su estrella aproximadamente cada dos años y se encuentra a una distancia de 1,4 unidades astronómicas (209 437 019 km) de ella, demasiado lejos para encontrarse en la zona habitable de su estrella, que se extiende hasta 0.7 UA. Debido a la gran separación de su estrella, el planeta es gélido, con una Temperatura del equilibrio planetario de alrededor de -150 °C, comparable a la de Saturno, que tiene una temperatura de -140 °C. Gliese 414 Ac es considerado un candidato potencial para futuras misiones de imágenes directas.

## Descubrimiento
Gliese 414 Ac fue descubierto en 2020 al analizar datos de velocidad radial del instrumento HIRES de Keck y del Buscador de Planetas Automatizado del Observatorio Lick, así como datos fotométricos del KELT.

## Estrella anfitriona
Gliese 414 Ac orbita a Gliese 414 A, una enana naranja (de tipo espectral K7V) que es más pequeña y más fría que el Sol. La estrella tiene un radio de 0.68 R☉, una masa de 0.65 M☉ y una temperatura de 4120 Kelvin (3846,9 °C). Es una estrella binaria, con un compañero orbital llamado Gliese 414 B, una enana roja que se encuentra a una distancia proyectada de 408 unidades astronómicas de ella.
El sistema estelar se encuentra a unos 39 años luz de la Tierra, en la constelación de Osa Mayor. Ambas estrellas son demasiado débiles para ser vistas a simple vista.
Hay otro planeta orbitando Gliese 414 A. Llamado Gliese 414 Ab, es un subneptuno que se encuentra a 0,23 UA (34 407 510,3 km) de ella (6 veces más cerca que Gliese 414 Ac). El planeta tiene una órbita excéntrica y su distancia de la estrella varía entre 0.13 y 0.34 UA, lo que significa que ocasionalmente se encuentra en la zona habitable optimista. El planeta tiene un radio de 2.95 R🜨 y una masa mínima de 7.6 M🜨.